# جون آستون جونيور
جون آستون جونيور (بالإنجليزية: John Aston, Jr.)‏ (28 يونيو 1947 في المملكة المتحدة - ) هو لاعب كرة قدم بريطاني في مركز جناح ‏. لعب مع بلاكبيرن روفرز ومانشستر يونايتد ونادي لوتون تاون ونادي مانسفيلد تاون.

## وصلات خارجية
- جون آستون جونيور على موقع قاعدة بيانات كرة القدم.إي يو (الإنجليزية)
- جون آستون جونيور على موقع عالم كرة القدم.نت (الإنجليزية)